# Sinularia anomala
Sinularia anomala is een zachte koraalsoort uit de familie Alcyoniidae. De koraalsoort komt uit het geslacht Sinularia. Sinularia anomala werd in 1983 voor het eerst wetenschappelijk beschreven door Verseveldt & Benayahu. 